# Pseudopachystylum marginalis
Pseudopachystylum marginalis là một loài ruồi trong họ Tachinidae.